# Erythroneura coloradensis
Erythroneura coloradensis är en insektsart som först beskrevs av David D. Gillette 1892.  Erythroneura coloradensis ingår i släktet Erythroneura och familjen dvärgstritar. Inga underarter finns listade i Catalogue of Life.